# أكوستا (كوستاريكا)

مقاطعة أكوستا في محافظة سان خوسيه

أكوستا و هي الكانتون الثاني عشر لمحافظة سان خوسيه بكوستاريكا، تبلغ مساحتها242,24 كم ²، ويتجاوز عدد سكانها عن 19,342 نسمة. المدينة الرئيسية للمقاطعة هي سان إيغناسيو.
هذه المقاطعة الجلبية تمتد من مرتفعات إسكاثو على المنحدرات الغربية لمدن سان خوسيه، ويحدها من الجنوب والغرب نهر نيغرو أي النهر الأسود إلى الشمال ونهر خوركو إلى الشرق، لتتضمن جزءا كبيرا من سلسلة الجبال الساحلية، وتنتهي أخيرا بمحافظة بونتاريناس قرب ساحل المحيط الهادئ في مقاطعة باريتا.
و قد أسست هذه المقاطعة قانونياً في 27 تشرين الأول عام 1910.

## المناطق
و تقسم مقاطعة أكوستا إلى خمس مناطق وهي :
1. سان إغناسيو
2. غوايتيل
3. بالميشال
4. كانغريخال
5. سافانيجاس

## أعلام
- رونالد مورا